# 城南バスストップ
城南バスストップ（じょうなんバスストップ）は、熊本県熊本市南区城南町の九州自動車道上にある高速バス専用のバス停留所である。

## 停車するバス路線
| 路線                       | 運行会社              | 下り線側方面                                                       | 上り線側方面                           |
| -------------------------- | --------------------- | ------------------------------------------------------------------ | -------------------------------------- |
| なんぷう号 ※各停便のみ停車 | 宮崎交通 九州産交バス | 宮原・人吉IC・えびのIC・小林IC・都城北・宮崎（宮交シティ・宮崎駅） | 益城・熊本（桜町BT・熊本駅・西部車庫） |

## 城南スマートインターチェンジ
城南スマートインターチェンジ（じょうなんスマートインターチェンジ）は、熊本県熊本市南区城南町塚原の九州自動車道にある本線直結型のスマートインターチェンジである。
当初、2015年（平成27年）度末を目標に設置を計画してきたが、接続道路などの設計変更が原因で、供用開始が遅れ、2017年（平成29年）7月9日に供用開始された。
利用可能車種はETC搭載の全車種で24時間運用。上下線ともに出入可となっている。

### 道路
- E3 九州自動車道

### 接続する道路

#### 直接接続
- 上り線
熊本市道 塚原第3号線[5]
- 下り線
熊本市道 塚原第4号線[5]

#### 間接接続
- 熊本県道38号宇土甲佐線[1]

## 周辺
- 熊本バス｢塚原バス停｣（最寄のバス停）
- 熊本市立豊田小学校
- 塚原古墳公園
  - 塚原古墳群（国の史跡）
  - 熊本県民天文台
  - 熊本市塚原歴史民俗資料館

塚原古墳群は当バスストップのすぐ南に位置しており、九州道の建設に伴って発見された。これを保存するために設けられたのが塚原トンネルであり、塚原古墳公園はこの真上に整備された公園となっている。

## 隣
E3 九州自動車道
(16)御船IC - 緑川PA - (16-1)城南BS/スマートIC - (17)松橋IC
高速バス
御船IC - 城南BS - 松橋IC